# Bausparvertrag

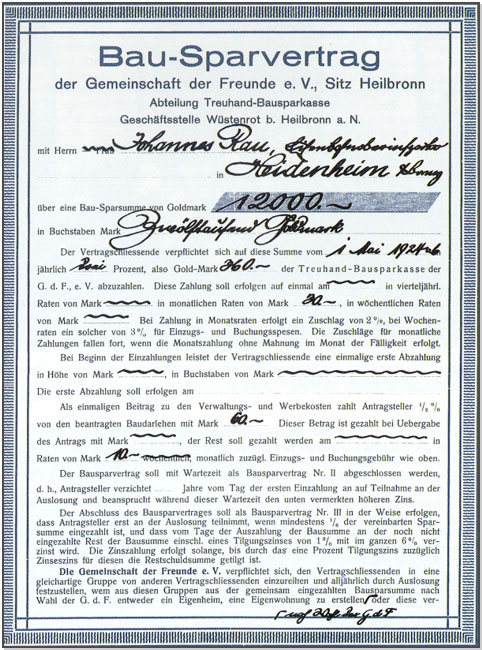
Bausparvertrag

Ein Bausparvertrag ist ein Finanzprodukt, das der Anleger (Bausparer) mit einer Bausparkasse abschließt und das Elemente des Sparvertrags (Bausparen) und der Immobilienfinanzierung (Bauspardarlehen) enthält. Er ist eine Anlageklasse für die steuerlich geförderten vermögenswirksamen Leistungen zur Gewährung der Arbeitnehmersparzulage und Wohnungsbauprämie. Zudem können Bausparer die einkommensunabhängige Riester-Förderung („Wohn-Riester“) in der Spar- und Darlehensphase des Bausparvertrags nutzen. Mit Erfüllung des Sparziels durch Erreichen eines festgelegten Mindestsparguthabens erwirbt der Bausparer einen Rechtsanspruch auf Zuteilung einer zweckgebundenen Baufinanzierung für Wohnimmobilien (§ 1 Abs. 2 BauSpkG).

## Rechtsfragen
Der Bausparvertrag ist ein gemischter Vertrag, der Elemente eines Sparvertrages und eines Kreditvertrages enthält. Rechtsgrundlage ist das Bausparkassengesetz (BauSpkG) und die Bausparkassen-Verordnung (BauSpkV). Mit dem Kreditvertrag ist ein Sicherungsvertrag verbunden, der das spätere Bauspardarlehen grundpfandrechtlich am Wohneigentum des Bausparers oder dritter Sicherungsgeber absichert. Die Bausparsumme des Vertrages setzt sich aus dem anzusparenden Bausparguthaben (meist 40 % bis 50 % der Bausparsumme) und dem Bauspardarlehen zusammen. Das Bausparguthaben stellt im Rahmen der Zweckgemeinschaft aller Bausparer die Refinanzierung für die Bauspardarlehen anderer Bausparer dar. Die vertraglich vorgesehene Wartezeit ist der Zeitraum vom Beginn des Bausparvertrages bis zur Zuteilung (§ 1 Abs. 8 BauSpkG). Nach Ablauf dieser Wartezeit erfolgt die Zuteilung der Bausparsumme aus der Zuteilungsmasse (§ 1 Abs. 6 BauSpkG). Nach § 5 Abs. 1 BauSpkG dürfen Bausparkassen „Allgemeine Bedingungen für Bausparverträge“ (ABB) zugrunde legen, die als Allgemeine Geschäftsbedingungen gelten.
Nach § 4 Abs. 1 BauSpkG dürfen Bausparkassen auch Vorfinanzierungen und Zwischenfinanzierungen gewähren. Vorfinanzierungen dienen zur Überbrückung bis zur Auszahlung der Bausparsumme bei Zuteilung, solange der Bausparvertrag die erforderliche Mindestansparung noch nicht erreicht hat. Zwischenfinanzierungen wiederum werden als Vorausdarlehen gewährt, wenn die erforderliche Mindestansparung erreicht wurde und die Zuteilung der Bausparsumme noch nicht erfolgt ist. Die extrem hohe Zweckbindung ergibt sich aus § 6 Abs. 1 BauSpkG. 
Der mit Vertragsabschluss vereinbarte Bauspartarif bestimmt die Zinssätze (Sparzins und Darlehenszins), die Ansparzeit, die Tilgungszeit, eine eventuelle Mindestvertragsdauer, das Mindestguthaben bei Zuteilung, die Regelspar- und Tilgungsbeiträge und die Abschlussprovision bereits bei Vertragsabschluss. Bausparkassen bieten unterschiedliche Bauspartarife an, z. B. Standardtarife, Schnellspartarife, Langzeittarife, variable Tarife. Die Laufzeit eines Standardtarifs beträgt zwischen 18 und 20 Jahren, davon sind etwa 7 Jahre Ansparzeit.
Nach Vertragsschluss wird meist eine Abschlussprovision von mindestens 1 Prozent der Bausparsumme verlangt, was die effektiven Guthabenzinsen mindert. Klauseln der Allgemeinen Geschäftsbedingungen, die vorsehen, in der Ansparphase ein sogenanntes Jahresentgelt zu erheben, sind laut BGH-Urteil unwirksam. Die Bausparsumme ist die Summe des Sparanteils und des möglichen Bauspardarlehens. Spar- und Darlehenszins sind stets Festzinsen. Der Sparzins berechnet sich bezogen auf das angesparte Guthaben, der Darlehenszins berechnet sich bezogen auf die nominelle Vertragssumme, nicht allein auf die effektive Darlehenssumme.
Da das Bauspardarlehen im Wesentlichen aus den angesparten Guthaben anderer Bausparer, deren Vertrag noch nicht zuteilungsreif ist, gezahlt wird, ist nicht genau vorhersehbar, wie viel Kapital zur Zuteilung zur Verfügung stehen wird. Deshalb kann keine feste Bewertungszahl angegeben werden, ab der ein Vertrag zugeteilt wird. Bausparkassen dürfen auch keine verbindlichen Aussagen über die Zuteilungsaussichten machen.

## Abwicklung
Bausparen gliedert sich in drei Phasen:

### Sparphase
Die vertraglich vereinbarte Bausparsumme wird zu dem vertraglich festgelegten Prozentsatz angespart. Das Sparkapital wird durch die Gesamtheit der Bausparer einer Bausparkasse gesammelt; das beschränkt das aktuell verfügbare Kreditvolumen für die Gesamtheit der Darlehensnehmer. Die Bausparsumme kann jederzeit aufgestockt werden, dadurch verlängert sich der Zuteilungszeitpunkt für Verträge in der Sparphase.  
In der Sparphase wird das für die Zuteilung notwendige Mindestsparguthaben angesammelt. Der Bausparer sollte den Bausparvertrag mindestens mit dem Regelsparbeitrag (je nach Tarif monatlich zwischen 3 ‰ und 10 ‰ der Bausparsumme) besparen. Die Zahlungsweise und -höhe (monatlich, vierteljährlich etc.) kann vom Bausparer selbst gewählt werden. Die meisten Bausparkassen haben in ihren Allgemeinen Bausparbedingungen festgelegt, dass bei einer Nichtbesparung des Vertrages die Kündigung durch die Bausparkasse ausgesprochen werden kann.

### Zuteilung
Als Zuteilung des Bausparvertrags wird die grundsätzliche Freigabe seitens der Bausparkasse zur Auszahlung bezeichnet. Zum Zeitpunkt der Zuteilung kann der Bausparer sich das Guthaben und – nach Stellung einer ausreichenden Kreditsicherheit – das Darlehen auszahlen lassen. Eine Zuteilung des Bausparvertrages kann erfolgen, wenn die Zuteilungsvoraussetzungen erfüllt sind. Die Kriterien für die Zuteilungsreife sind in den Allgemeinen Bausparbedingungen für Bausparverträge festgelegt und variieren je nach Tarif und Bausparkasse.
In der Regel werden folgende Zuteilungsvoraussetzungen vereinbart:
Mindestguthaben
Das Bausparguthaben muss einen vertraglich festgelegten Prozentsatz (in der Regel 40 oder 50 Prozent) der Bausparsumme erreicht haben. Als Bausparguthaben wird die Summe der auf einen Bausparvertrag geleisteten Einzahlungen (inklusive der vermögenswirksamen Leistungen) sowie der gutgeschriebenen Zinsen und Wohnungsbauprämien bezeichnet.
Mindestvertragsdauer
Zeitraum, der zwischen Abschluss und frühestmöglichem Zuteilungstermin eines Bausparvertrages liegt.
Mindestbewertungszahl
Vertraglich festgelegte Bewertungszahl, die für eine Zuteilung mindestens erreicht werden muss.
Mindestsparzeit
Beschreibt den geringstmöglichen Zeitraum, in dem die Spareinzahlungen zu erfolgen haben.
Die Zuteilungsreihenfolge in der Gesamtheit der Darlehensinteressenten wird anhand der Bewertungszahl festgelegt. Die Bewertungszahlen werden an festgelegten Bewertungsstichtagen berechnet und der Höhe nach geordnet. Der Bausparvertrag mit der höheren Bewertungszahl hat für die Zuteilung den Vorrang. Die Bewertungszahl wird aus den Sparbeiträgen, den angefallenen Zinsen und der Laufzeit des Vertrages errechnet. Als Bewertungsstichtage werden bei älteren Tarifen die Quartalsenden (31. März, 30. Juni, 30. September und 31. Dezember) verwendet. Heute sind monatliche Berechnungen üblich.

### Bewertungszahl und Zuteilung
Die Bewertungszahl errechnet sich aus einem Zeitfaktor (Zeitraum der Überlassung der Sparguthaben) und einem Geldfaktor (Verhältnis des Sparguthabens zur Bausparsumme). Die Allgemeinen Bausparbedingungen müssen dem Bausparer die Berechnungsmethode offenlegen. Ist die erforderliche Bewertungszahl erreicht, kommt es zur Zuteilung. Das darin enthaltende Bauspardarlehen muss zweckgebunden für wohnungswirtschaftliche Maßnahmen verwendet werden (§ 1 Abs. 1 BauSpkG) und ist ein langfristiges Annuitätendarlehen. Die Kreditsicherheit für ein Bauspardarlehen ist im Regelfall ein Grundpfandrecht (Sicherungsgrundschuld) an zweiter Rangstelle auf dem Beleihungsobjekt mit einer Beleihungsgrenze von 80 % des Beleihungswerts. Auch der Beleihungsauslauf darf hierbei 80 Prozent nicht überschreiten. Darlehen aus dem außerkollektiven Bereich können bis 30.000 € mittels Negativerklärung abgesichert werden, sofern eine entsprechende grundpfandrechtliche Absicherung dem Grunde nach möglich ist. Darlehen aus den kollektiven Mitteln der Bausparkasse, also Bauspardarlehen, aber auch Vor- und Zwischenfinanzierungskredite können bis max. 30.000 € auch ohne Negativerklärung als sogenannte Blankodarlehen gewährt werden (§ 7 Abs. 4 BausparkG i. V. m. § 6 Abs. 1 BspKV). Für ein solches Blankodarlehen muss dann noch nicht einmal die theoretische Möglichkeit einer grundpfandrechtlichen Absicherung vorhanden sein, so dass z. B. auch Mieter für die Modernisierung ihrer Mietwohnung ein solches Blankodarlehen erhalten können. Hier liegt ein ganz entscheidender Vorteil des Bausparens, nämlich garantiert niedrige Darlehenszinsen trotz Verzicht auf dingliche Sicherheiten.
Vor Zuteilung sind der Bausparkasse die Kreditunterlagen und Beleihungsunterlagen für eine Kreditentscheidung einzureichen. Wenn der Bausparvertrag noch nicht zuteilungsreif ist, bieten Bausparkassen über ein Vorausdarlehen eine Zwischenfinanzierung an.

### Darlehensphase
Der bis zur abgeschlossenen Vertragssumme fehlende Teil wird bei Zuteilungsreife des Bausparvertrags als Bauspardarlehen gewährt, so dass der Bausparer nach Zuteilung über die volle Bausparsumme verfügen kann. Für das Darlehen wird vom Darlehensnehmer der vertraglich vereinbarte Darlehenszins gezahlt. Das gilt unabhängig von dem aktuellen Zinsniveau am Geldmarkt.
In der Darlehensphase wird das Bauspardarlehen getilgt. Das Bauspardarlehen ist mit einem bei Abschluss des Bausparvertrages festgelegten Zinssatz ausgestattet. Das Bauspardarlehen kann jederzeit ganz oder teilweise zurückgezahlt werden, ohne dass die bei Banken üblichen Vorfälligkeitsentschädigungen anfallen. 
Bauspardarlehen sind Annuitätendarlehen mit einem Festzins über die gesamte Laufzeit. Die anfängliche Tilgung beträgt, je nach Tarif, zwischen 0,2 und 0,9 Prozent der Bausparsumme je Monat. Die Darlehen können zusätzlich durch eine Risikolebensversicherung abgesichert werden. Das bedeutet, das Versicherungsunternehmen zahlt die noch offenen Darlehensbeträge bei Tod des Bausparers an die Bausparkasse zurück. Die Kosten dieser Risikolebensversicherung trägt der Bausparer. Diese Kosten werden im Effektivzins des Bauspardarlehens ausgewiesen. Es besteht jedoch auch die Möglichkeit, das Todesfallrisiko über die Abtretung von Lebensversicherungen anderer Versicherungen abzudecken.

## Berechnung der Bewertungszahl
Die Bewertungszahl entscheidet wesentlich über den Zeitpunkt der Zuteilung des Vertrags. In die Berechnung der Bewertungszahl geht nicht nur das angesparte Guthaben ein, sondern auch der Zeitraum, über den dieses Guthaben besteht. Eine hohe Bewertungszahl kann wie folgt erreicht werden:
- Entweder es wird über einen kurzen Zeitraum ein hohes Guthaben angespart,
- oder es wird ein geringes Guthaben über einen langen Zeitraum angespart (oder auch nur gehalten).

Mathematisch gesehen berechnet sich die Bewertungszahl als Integral des angesparten Guthabens über die Zeit, geteilt durch die Bausparsumme. Letzteres verhindert, dass Verträge mit einer kleinen Bausparsumme sehr lange auf die Zuteilung warten müssen. Aus dieser Berechnungsmethode ergibt sich insbesondere:
- Bei regelmäßigen Ratenzahlungen auf den Bausparvertrag wächst die Bewertungszahl quadratisch mit der Zeit.
- Lässt man ein vorhandenes Guthaben ruhen, wächst die Bewertungszahl linear mit der Zeit.

Im Detail unterscheiden sich jedoch die Berechnungsmethoden der verschiedenen Anbieter voneinander. Manche Bewertungszahlberechnungen orientieren sich an der Summe der Guthabenstände zu festen Stichtagen, andere wiederum beziehen sich ausschließlich auf die bis zum Stichtag verdienten Zinsen. Da eine Bausparkasse in der Regel eine Vielzahl von Bauspartarifen anbietet, werden die einzelnen Tarife in der Formel zusätzlich durch einen Tariffaktor unterschiedlich gewichtet. Oft wird außerdem die Zahl noch mit einer festen Konstante multipliziert. Letzteres ist allerdings irrelevant, denn die Bewertungszahl wird lediglich dazu verwendet, die einzelnen Verträge nach ihr zu sortieren; da alle Zahlen mit der Konstante multipliziert werden, bleibt ihre Reihenfolge unverändert.
Grundsätzlich ist jede Bausparkasse gesetzlich verpflichtet sicherzustellen, dass das genutzte Bewertungsverfahren alle Bausparkunden der Bausparkasse gleichwertig behandelt und niemanden bevor- oder benachteiligt. Dieser Prozess wird von der Bundesanstalt für Finanzdienstleistungsaufsicht (BaFin) überwacht.

## Verwendungsmöglichkeiten des Darlehens
Das Bauspardarlehen kann gemäß § 1 Abs. 3 BauSpkG für folgende wohnwirtschaftliche Maßnahmen eingesetzt werden:
1. Die Errichtung, Beschaffung, Erhaltung und Verbesserung von überwiegend zu Wohnzwecken bestimmten Gebäuden und von Wohnungen, insbesondere von Eigenheimen und Eigentumswohnungen, sowie der Erwerb von Rechten zur dauernden Nutzung von Wohnraum,
2. die Errichtung, Beschaffung, Erhaltung und Verbesserung von anderen Gebäuden, soweit sie Wohnzwecken dienen,
3. der Erwerb von Bauland und Erbbaurechten zur Errichtung von überwiegend zu Wohnzwecken bestimmten Gebäuden,
4. der Erwerb von Bauland und Erbbaurechten zur Errichtung anderer Gebäude hinsichtlich des Anteils, der dem Verhältnis des zu Wohnzwecken bestimmten Teils des auf dem Grundstück zu errichtenden Gebäudes zum Gesamtgebäude entspricht,
5. Maßnahmen zur Erschließung und zur Förderung von Wohngebieten,
6. die Ablösung von Verbindlichkeiten, die zur Durchführung von Maßnahmen nach den Nummern 1 bis 5 eingegangen worden sind,
7. die Ablösung von Verbindlichkeiten, die auf einem überwiegend Wohnzwecken dienenden Grundstück ruhen.

Als wohnungswirtschaftliche Maßnahmen gelten die Ablösung von Verbindlichkeiten, die zur Leistung von Bauspareinlagen eingegangen worden sind, sowie gewerbliche Bauvorhaben, wenn sie im Zusammenhang mit dem Bau von Wohnungen oder in Gebieten durchgeführt werden, die dem Wohnen dienen, und wenn sie dazu bestimmt sind, zur Versorgung dieser Gebiete beizutragen.

## Kritik

### Wartezeit
Der bei Abschluss des Bausparvertrages unverbindlich geschätzte Zuteilungszeitpunkt wird nicht garantiert. Er kann sich je nach Entwicklung der gesamten Bausparsumme der in der Sparphase befindlichen Bausparer verschieben. Dies kann zu monatelangen Wartezeiten führen, was vor allem bei termingebundenen Vorfinanzierungen zu Problemen für Grundbesitzer führen kann. Die Wartezeit spielte insbesondere in den 1980er Jahren eine große Rolle. In Niedrigzinszeiten sind die durchschnittlichen Wartezeiten auf Bauspardarlehen hingegen kein Problem. Die Wartezeiten können im Bedarfsfall vom Kunden durch Vorfinanzierungen und Zwischenfinanzierungen überbrückt werden. Hierbei bietet die Bausparkasse dem Kunden einen Sofortkredit variabler Laufzeit zu marktüblichen Zinsen an. Der Kunde tilgt diesen Vorauskredit nicht, sondern zahlt weiter auf den Bausparvertrag ein und zahlt zusätzlich Zinsen auf den Vorauskredit. Sobald der Bausparvertrag zugeteilt wird, wird der Vorauskredit vollständig von den Auszahlungen aus dem Bausparvertrag abgelöst. Der Kunde tilgt ab diesem Zeitpunkt das Darlehen des Bausparvertrages.
Es gibt auch Bausparkassen, welche fest terminierte Laufzeiten, genau wie Kreditinstitute, bei vorfinanzierten Sofortkrediten vereinbaren. In diesen Fällen verweigern diese Bausparkassen Sondereinzahlungen auf den Bausparvertrag zur vorzeitigen Ablösung bzw. Zuteilung. Bei vorzeitiger Kündigung des Vorauskredites verlangt dann die Bausparkasse die genau wie bei Banken marktüblichen Vorfälligkeitszinsen. Somit sollte bei diesen Krediten immer auf die Kreditkonditionen geachtet werden, ansonsten können unerwartete Kosten auftreten.

### Begrenzung von Einzahlungen
Das Niedrigzinsniveau am Kapitalmarkt fordert die Bausparkassen stark, weil die Guthabenzinsen und etwaige Zinsbonifikationen vertraglich festgelegt sind und nicht an die aktuellen Kapitalmarktzinsen angepasst werden können. Bei älteren Tarifen mit einer hohen Verzinsung können solche Verträge nicht mehr profitabel geführt werden. Daher enthalten viele ABB einen Zusatz, der die Annahme einer Einzahlung, die über dem Regelsparbeitrag liegt, von der Zustimmung der Bausparkassen abhängig macht.
Aufgrund der aktuellen Niedrigzinsphase machen einige Bausparkassen Gebrauch von dieser Regelung (zumindest bei älteren Tarifen). Dann werden Einzahlungen entweder nicht oder nur unter Auflagen (wie z. B. Verzicht auf den Zinsbonus) angenommen. Einzelne Kassen sind zu neuen Vertragsbedingungen übergegangen, die vertraglichen Zinsen und Zinsboni nach einer festen Vertragslaufzeit (Konstantzeit) von in der Regel 7 bis 10 Jahren marktzinsabhängig anpassen zu können. Dies gilt jedoch ausschließlich für Guthabenzinsen. Die vereinbarten Darlehenszinsen bleiben stets fest.

### Abschlussprovisionen
Verbraucherschützer bemängeln, dass sich Bausparer durch die niedrigen Darlehenszinsen günstig Geld leihen können, die jedoch mit „geringen Guthabenzinsen erkauft“ werden. Da die Verzinsung der eingezahlten Beträge oft ähnlich niedrig wie die des Darlehens ist, droht Bausparern in den ersten Jahren durch die Abschlusskosten ein Minusgeschäft.
Die rechtliche Zulässigkeit von Abschlussgebühren für Bausparverträge wurde in Deutschland eine Zeit lang diskutiert. Der Bundesgerichtshof (BGH) hat im Dezember 2010 die Abschlussgebühren für zulässig erklärt. Die Abschlussgebühren liegen in der Regel zwischen 1,0 und 1,6 Prozent der Bausparsumme. Es gibt jedoch Bausparkassen, die bis zu 3 Prozent der Bausparsumme als Abschlussgebühr verlangen. Weiterhin verlangen einige Bausparkassen bei Auszahlung des Darlehens eine zusätzliche Gebühr (in der Regel 1,0 bis 2,0 Prozent des Darlehens) in Form eines Agios, welches zum Darlehen hinzuaddiert wird.
Abschlussgebühren werden vorrangig bedient. Bei einer vorzeitigen Kündigung eines Bausparvertrages müssen die vollen Abschlussgebühren bezahlt werden. Der Vertrag beginnt daher effektiv mit einem negativen Sparguthaben.

### Kündigungswelle
Verschiedene Bausparkassen haben in großem Umfang alte hochverzinsliche Bausparverträge gekündigt, deren Weiterführung im jetzigen Zinsumfeld wirtschaftlich unattraktiv war. Soweit der Bausparer die Bausparsumme schon vollständig angespart hat, besteht weitgehende Einigkeit, dass eine solche Kündigung zulässig ist. Manche Bausparkassen kündigen aber auch Verträge, die seit 10 Jahren zuteilungsreif sind, wenn der Bausparer bis dahin kein Bauspardarlehen in Anspruch genommen hat. Sie berufen sich dafür auf § 489 BGB. Ob solche Kündigungen ebenfalls wirksam sind, ist in der juristischen Fachliteratur sehr umstritten, vor allem, weil § 489 Abs. 1 Nr. 2 BGB einen „vollständigen Empfang“ des Darlehensbetrages erfordert, der bei nicht vollständig besparten Verträgen nicht gegeben ist (in der Regel sind lediglich 40–50 Prozent angespart).
Am 21. Februar 2017 entschied der BGH, dass die Bausparkassen Bausparverträge kündigen dürften, wenn diese über mehr als zehn Jahre als reine Sparanlage genutzt werden. Dies widerspreche dem Zweck des Bausparens, denn das Ansparen sei dazu gedacht, Anspruch auf ein Darlehen zu erlangen. Dies sei mit Erlangen der Zuteilungsreife erreicht. „Danach sind Bausparverträge im Regelfall zehn Jahre nach Zuteilungsreife kündbar.“

## Wirtschaftliche Aspekte
Bausparkassen sind gemäß § 1 Abs. 1 BauSpkG Kreditinstitute, gehören jedoch nicht zu den systemrelevanten Instituten. Trotzdem sind Bausparguthaben der sichersten Anlageklasse zuzuordnen, denn Bausparkassen unterliegen weitgehend keinem Marktrisiko: Das kollektive Bauspargeschäft (Bausparguthaben und Bauspardarlehen) refinanziert sich selbst (kein Liquiditätsrisiko), der Habenzins ist wie der Kreditzins ein Festzins (kein Zinsänderungsrisiko und kein Spreadrisiko) und das granulare Kreditrisiko ist durch Grundpfandrechte auf Wohnimmobilien gesichert und vertretbar. Die öffentlichen Bausparkassen (Landesbausparkassen) gehören zur Sparkassen-Finanzgruppe und zur Institutssicherung der Sparkassen, Landesbanken und Landesbausparkassen, so dass Bausparguthaben hierüber unbegrenzt abgesichert sind. Die Bausparguthaben privater Bausparkassen sind seit März 2017 nicht mehr unbegrenzt, sondern bis zur gesetzlichen Obergrenze von 100.000 Euro durch die Entschädigungseinrichtung deutscher Banken gesichert (§ 8 Abs. 1 EinSiG), weil der private Bausparkasseneinlagensicherungsfonds (BESF) aufgelöst wurde.

## International

### Bausparen in Südtirol
Einen von den übrigen deutschsprachigen Ländern unterschiedlichen Ansatz des Bausparens verfolgt das Land Südtirol. Mit Beschluss der Landesregierung Nr. 514 vom 5. Mai 2015 wurde in Südtirol im Rahmen des italienischen Pensionsvorsorgesystems eine Kombination aus zweiter Säule und Bausparen eingeführt. 
Das Modell gliedert sich in zwei Phasen:
1. Sparphase: als Voraussetzung für die Inanspruchnahme des Bausparens gilt eine Sparphase von zumindest 8 Jahren durch die Zahlung von Beiträgen in einen Zuatzrentenfonds (vergleichbar mit der 2. Säule in anderen deutschsprachigen Ländern).
2. Finanzierungsphase: über eine vertragsgebundene Bank kann ein Bauspardarlehen beantragt werden, wenn die Voraussetzungen durch die Bank erfolgreich bestätigt wurden. Das Darlehen kann bis zur doppelten Höhe (dreifacher Höhe für öffentlich Bedienstete) des angesparten Kapitals im Zusatzrentenfonds gewährt werden.

Die maximale Höhe des Darlehens beträgt 200.000 Euro für Einzelpersonen und 300.000 Euro für Eheleute und Personen in eheähnlichen Beziehungen.
Vorteile des Südtiroler Bausparmodells
- Steuervorteile: bis zu 5.164,57 Euro pro Jahr können vom steuerbaren Einkommen in Abzug gebracht werden.
- Vergünstigter Zinssatz: Fixzinssatz von 1 % (ab 1. März 2019).
- Das Kapital im Zusatzrentenfonds wird nicht verbraucht, ähnlich einem sog. Policendarlehen in anderen Staaten.
- Größerer Anreiz, insbesondere für junge Menschen in einen Zusatzrentenfonds (2. Säule) einzuzahlen, da die Vorteile beim Wohnungskauf- und Bau früher wirksam werden.[14]

Obwohl der regionale Vorsorge-Träger Centrum Pensplan AG in beiden Provinzen der Region Trentino-Südtirol tätig ist, wird das Bauspar-Modell ausschließlich in Südtirol angeboten. In der autonomen Provinz Trient wird hingegen der Kauf der Erstwohnung durch die Landesregierung unterstützt, wenn der Förderwerber sich zusätzlich eine Zusatzrente aufbaut.

### Österreich
Der solidarische Grundgedanke des Bausparens in Österreich entspricht dem deutschen Modell, die Vertragsgestaltung ist allerdings weitaus flexibler. In Österreich gibt es vier Bausparkassen, die Verträge mit unterschiedlichen Konditionen anbieten. Bausparverträge können nicht nur bei den Bausparkassen direkt oder bei einer Partnerbank abgeschlossen werden, sondern auch online. Die Vertriebspartner sparen sich dadurch Kosten und geben einen Teil davon als Online-Bonus an die Kunden weiter.
Da nach der Ansparphase nicht notwendigerweise ein Darlehen folgen muss, ist diese Form als risikoloses Sparen mit staatlicher Prämie sehr beliebt. Zudem sind die Verwendungsmöglichkeiten angeschlossener Bauspardarlehen etwas weitreichender als in Deutschland, so kann das Darlehen auch für Fortbildungsmaßnahmen genutzt werden.
Folgende Eckpunkte sind bei allen Angeboten identisch:
- Für die Ansparphase:
  - Monatliche, jährliche oder einmalige Sparleistung,
  - Laufzeit mindestens 6 Jahre,
  - variable oder feste Verzinsung (zwischen 0,5 % und 4,5 %[15])
  - Jährliche staatliche Prämie (steuerfrei).
- Darlehensphase (optional):
  - Maximaler Kreditzinssatz 6 %,
  - Zwischendarlehen bereits nach 18-monatiger Ansparphase möglich.

Die jährliche Verzinsung in der Ansparphase ist meist flexibel angepasst am Kapitalmarkt, oft wird mit einer Festverzinsung für das erste Jahr geworben. Die Verzinsung ist von der Finanzmarktaufsichtsbehörde zu genehmigen.
Die KESt-freie staatliche Prämie wird jährlich vom Finanzministerium festgelegt (für 2014: 1,5 %), wobei sich der Prozentanteil nicht auf das Guthaben, sondern auf die jährliche Ansparleistung (Bemessungsgrundlage max. 1200 €) bezieht. Seit 2013 schwankt die Höhe der Prämie zwischen 1,5 % und 4 %, abhängig von der Zinsentwicklung am österreichischen Kapitalmarkt. Sie wird jeweils am 31. Jänner des Folgejahres dem Bausparkonto gutgeschrieben.
In der Darlehensphase wird eine Zinsobergrenze von maximal 6 % vereinbart, ansonsten richtet sich der Zinssatz oft nach dem 12-Monats-Euribor mit einem Aufschlag.

#### Geschichte
Bis Mitte 1999 galten für Bausparverträge die Fixzinssätze 4,5 % auf die Einzahlungen und 6 % auf die Darlehenssumme. In der damaligen Niedrigzinsphase konnten diese Konditionen nicht mehr aufrechterhalten werden. Es kam zu einer Gesetzesänderung und zu einer Senkung der Guthabenverzinsung auch in laufenden Verträgen. Seitdem schwanken die Zinssätze innerhalb einer definierten Bandbreite und sind je nach gewähltem Vertrag variabel (abhängig vom 12-Monats-Euribor) oder fix.
Die staatliche Prämie ist bereits seit 1. Januar 1998 vom aktuellen Zinsniveau abhängig. Zuvor betrug sie fix 4,5 %.

### Schweiz
In der Schweiz gibt es keine Bausparkassen und folglich auch keinen Bausparvertrag. Das hängt mit dem steuerlichen Eigenmietwert zusammen, einer fiktiven Miete, die Grundbesitzer versteuern müssen, wenn sie ihre Wohnimmobilie selbst bewohnen. Hiervon können Schuldzinsen für Baufinanzierungen abgesetzt werden, was die Steuerlast erheblich senken kann. Da eine Ansparphase steuerlich unberücksichtigt bleibt, macht Bausparen keinen Sinn.